# Феї: Фантастичний порятунок
«Феї: Фантастичний порятунок» (англ. Tinker Bell and the Great Fairy Rescue) — анімаційний, сімейний фільм, фентезі.

## Сюжет
Казковий світ фей, чарівного пилу та неймовірних пригод — аж ніяк не фантазія маленької дівчинки. Як і кожна дитина, вона вірила у цей світ, а він своєю чергою впустив її до себе. Дівчинка зважилась допомогти справжнім феям, яким треба визволити подругу з полону, разом подолати труднощі, та згодом стати найкращими друзями.

## Український дубляж
Фільм дубльовано студією «Le Doyen» на замовлення «Disney Character Voices International» у 2010 році.
- Переклад і автор синхронного тексту — Тетяна Коробкова
- Режисер дубляжу — Іван Марченко
- Музичний керівник — Світлана Заря
- Переклад пісень — Роман Дяченко
- Мікс-студія — Shepperton International
- Творчий консультант — Aleksandra Sadowska

Ролі дублювали:
- Марина Локтіонова — Дінь-Дінь
- Єлизавета Зіновенко — Ліззі
- Анатолій Пашнін — Батько
- Світлана Шекера — Відія
- Ганна Кузіна — Срібляночка
- Катерина Качан — Ірідеса
- Тетяна Пиріжок — Розета
- Наталя Романько-Кисельова — Фауна
- Іван Розін — Бобл
- Сергій Солопай — Бряц
- Іван Оглоблін — Теренс
- Катерина Сергеєва — Оповідачка

А також: Надія Кондратовська, Микола Боклан, Дмитро Сова та інші.

Пісні:

«Літо зустрічай» виконує — MamaRika.

«Тільки повір» виконує — MamaRika.

«Літо зустрічай (реприза)» виконує — MamaRika.